# うらら丸
うらら丸（うららまる）は、阿波国共同汽船（のちの共同汽船）が運航していた貨客船、及びフェリーである。3代の船舶が存在し、いずれも同社の阿摂航路・徳島 - 阪神航路向けに建造された。

## うらら丸（初代）
阿波国共同汽船が共同運航の摂陽商船とともに、1934年（昭和9年）、徳島 - 阪神航路の近代化のため同航路初のディーゼル船として計画、大阪商船の和辻春樹博士に設計を依頼の上、三菱重工業神戸造船所に発注され、摂陽商船の「徳島丸」と同時に起工・進水、翌1935年（昭和10年）に竣工、就航した。
1942年（昭和17年）に関西汽船に移管され、同社による運航となるが、1944年（昭和19年）1月30日、海軍公用中に南洋方面で空爆により被災・沈没した。同型姉妹船の「徳島丸」は戦禍をくぐり抜け、1965年（昭和40年）まで関西汽船の各航路に就航した。

## うらら丸（2代）
戦後、阿波国共同汽船が関西汽船から出資を引き上げ、4隻の船舶が返還されたが、前述の通り「うらら丸（初代）」は失われており、関西汽船も徳島 - 阪神航路から撤退したことから、この航路には用船（のちに買船）によって在来貨客船2隻が投入された。1955年（昭和30年）に新造船「あき丸」が就航したのち、最後の在来船置き換えとして、1961年（昭和36年）、佐野安船渠で「うらら丸（2代）」が建造された。当時流行のマック式ファンネルによる無煙突の流線型・冷暖房完備の最新鋭船として就航し、徳島 - 阪神航路は戦後16年にしてようやく戦前の「うらら丸（初代）」「徳島丸」を超えるレベルとなった。
『初代を上回る意欲作』と評された「うらら丸（2代）」だが、貨物のフェリー指向が顕著となり、1964年（昭和39年）に南海汽船・小松島 - 和歌山航路のフェリー「きい丸」、1965年（昭和40年）に徳島 - 深日航路の徳島フェリーが相次いで就航すると、不採算船として1967年（昭和42年）には九州郵船に売却され、「関州丸」と改名、下関（のちに小倉） - 比田勝航路に就航した。
九州郵船での活躍も長くなく、フェリー化に押される形になり、博多 - 壱岐 - 対馬航路の大型化により同航路の最初のフェリー「あそう丸」が転配され、「関州丸」は1975年（昭和50年）に引退、同年フィリピンに売船された。

### 設計
船橋甲板、遊歩甲板、上甲板、船艙の四層からなる貨客船である。
船尾機関を採用し、船体中央部に客室を配置して余裕あるスペースを確保するとともに防振・防音に配慮したほか、船橋・レーダーマストにはアルミ合金を使用してトップヘビー対策としている。煙突は後部マストと一体の目立たないものとした。また、救命ボートは従来の木製ボートに代えて自動膨張式のゴムボートを採用した。
船室には樹脂板、ステンレスを多用して明るく近代的な内装とし、各等とも完全冷暖房の上、室内にテレビ・ウォータークーラーを備えた。公室として遊歩甲板に展望室を設置している。また、単身の女性旅行者に配慮し、婦人室を設定した。なお、船員居住区は上甲板の後方及び船首楼部分に配置した。
貨物艙は船艙前方に配置し、上甲板にデリック一基を設置している。

### 船内設備

#### 船室
新造時の仕様を示す。
- 一等洋室（遊歩甲板前方） - 二段ベッド 2室34名
- 一等和室（上甲板前方） - 1室36名
- 二等婦人室（上甲板左舷中央） - 1室17名
- 二等家族室（上甲板右舷中央） - 1室23名
- 二等室（船艙） - 1室6区画 150名

#### 公室
- 展望室（遊歩甲板中央） - 30名
- 入口広間（上甲板中央） - 10名
- 売店（上甲板中央）

### 航路

#### 阿波国共同汽船
- 徳島 - 神戸（中突堤） - 大阪（天保山）

「あき丸」と共に、毎日午後と夜行の2往復が運航され、昼便は大阪直航により5時間の所要時間となっていた。

#### 九州郵船
- 下関 - 小倉 - 比田勝

当初は下関 - 比田勝直航、のちに小倉寄港を経て下関発着は廃止された。

## うらら丸（3代）
1971年（昭和46年）、関西汽船、共正海運と共同運航の徳島阪神フェリーの開設にあたり、共同汽船（阿波国共同汽船より1968年に社名変更）が福岡造船で建造した旅客カーフェリー。共正海運の「おとめ丸」は同型姉妹船である。
同年8月1日に運航を開始し、関西汽船「おとわ丸」、共正海運「おとめ丸」との3隻で徳島 - 神戸と徳島 - 大阪の航路を一日8往復した。1983年（昭和58年）に小松島フェリーに新造船「びざん丸」が就航、同航路から「あきつ丸（2代）」が転配されて交代し、予備船となった。
その後、小松島フェリーは運輸省策定の第二次大鳴門橋関連航路再編成計画により縮小の方向となり、1987年（昭和62年）10月8日、「びざん丸」に代わって「うらら丸」が就航する。結果的に、徳島航路と小松島航路の就航船が入れ替わった形であるが、1993年（平成5年）4月には小松島フェリーが航路休止となり、「うらら丸」も引退、翌1994年（平成6年）にパナマに売船された。同型船の「おとめ丸」は、1998年（平成10年）に徳島阪神フェリーが廃止されるまで同航路で就航し、1999年（平成11年）にベリーズに売船されている。

### 船内設備
- 一等室 70名（建造時）
- 二等室 580名（建造時）
- 売店

### 航路
徳島阪神フェリー・小松島フェリーを参照されたい。

## 船名について
船名の「うらら」は「麗らか」からの命名であるが、初代船建造当時の少年小説のヒロイン「うららちゃん」に因むという説もある。